# Dichromodes orthogramma
Dichromodes orthogramma är en fjärilsart som beskrevs av Oswald Beltram Lower 1894. Dichromodes orthogramma ingår i släktet Dichromodes och familjen mätare. Inga underarter finns listade i Catalogue of Life.